# 뉴욕 패션 위크

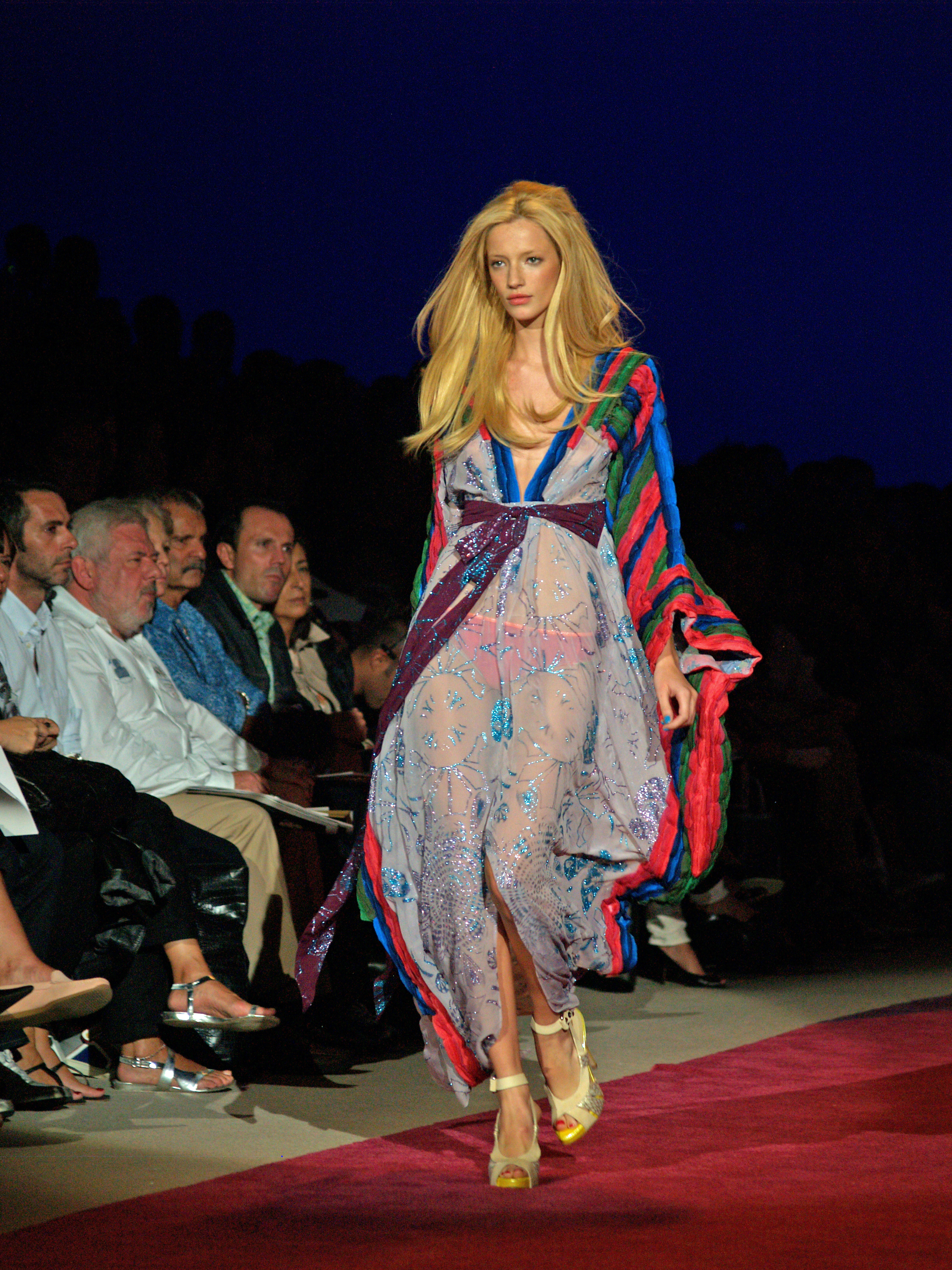
2008년 뉴욕 패션 위크

뉴욕 패션 위크(영어: New York Fashion Week, NYFW)는 미국 뉴욕에서 열리는 패션 위크이다. 1년에 2월과 9월, 두 번 뉴욕에서 열린다. 런던 패션 위크, 밀라노 패션 위크, 파리 패션 위크와 함께 "4대 패션 위크" 중 하나이다.

## 같이 보기
- 런던 패션 위크(LFW)
- 밀라노 패션 위크(MFW)
- 파리 패션 위크(PFW)